# Roella goodiana
Roella goodiana är en klockväxtart som beskrevs av Robert Stephen Adamson. Roella goodiana ingår i släktet Roella och familjen klockväxter. Inga underarter finns listade i Catalogue of Life.